# Ghostface Killah
Dennis Coles, (Staten Island, New York, 1970. május 9. –) művésznevén Ghostface Killah amerikai rapper, a Wu-Tang Clan egyik tagja. Első lemeze, az Ironman 1996-ban jelent meg. Ghostface Killah RZA szobatársa volt, aki szintén a Wu-Tang Clan tagja.

## Diszkográfia

### Stúdióalbumok
- Ironman (1996)
- Supreme Clientele (2000)
- Bulletproof Wallets (2001)
- The Pretty Toney Album (2004)
- FishScale (2006)
- More Fish (2006)
- The Big Doe Rehab (2007)
- Ghostdini: Wizard of Poetry in Emerald City (2009)
- Apollo Kids (2010)
- Twelve Reasons to Die (2013)
- 36 Seasons (2014)
- Twelve Reasons to Die II (2015)

### Kislemezek
- Daytona 500 (1996)
- All That I Got Is You (1996)
- Apollo Kids (2000)
- CherChez La Ghost (2000)
- Never Be The Same Again (2001)
- Ghost Showers (2001)
- Guerilla Hood (2003)
- Tush (2004)
- Run (2004)
- Milk 'Em (2005)
- Be Easy (2005)
- Back Like That (2006)
- We Celebrate (2008)
- Baby (2009)
- Forever (2009)
- Let's Stop Playin (2009)
- Guest House (2009)
- Our Dreams (2010)
- Mef vs. Chef 2 (2010)
- Miranda (2010)
- Dangerous (2010)
- 2getha Baby (2010)
- Rock n Roll (2011)
- New God Flow (2012)
- The Rise of the Ghostface Killah (2013)
- Six Degrees (2015)
- Lively Hood (2015)